# ピート・ハミル
ピート・ハミル（Pete Hamill, 1935年6月24日 - 2020年8月5日 ）は、アメリカ合衆国のジャーナリスト、コラムニスト、小説家。ニューヨーク州ブルックリン生まれ。妻はジャーナリストで作家の青木冨貴子。2人の娘の父親である。

## 略歴
ピート・ハミルは、アイルランド系移民の親を持つ7人兄弟の長男としてブルックリンに生まれる。家の経済的理由から高校を2年で中退し、後に通ったカレッジも中退した。ブルックリン海軍工廠（こうしょう）の板金工場で働き始める。1952年に海兵隊に志願し、フロリダ勤務となる。その頃、アーネスト・ヘミングウェイやコンラッドに傾倒し、自身もジャーナリズムや作家への憧れを持つようになる。
海軍を除隊した後はニューヨークの美術学校プラット・インスティテュートとメキシコのメキシコ・シティ・カレッジMexico City Collegeに通って美術を学び、1956年にはマンハッタンに自身のスタジオを開設してグラフィックデザイナーとして生計を立てるようになる。
1958年、23歳の時に、当時『ニューヨーク・ポスト』紙の記者で作家でもあったJ・ウェクスラーへ送った彼の著作への感想がウェクスラーの目にとまり、記者として『ニューヨーク・ポスト』に迎えられる。以後大衆紙を中心に活躍し、ベトナム戦争ではジャーナリストとして反戦の立場を貫いた。
1968年、処女作『Killing for Christ』を発表し、小説家としても歩み始める。ハミル作品の評価は、乾いた簡素な文体の中にも、名もなき人々の生活心情をすくい上げようとする彼独自のやさしさにあふれた眼差しが身上であると言われる。
日本では山田洋次監督作品である映画『幸福の黄色いハンカチ』の原作（1971年にニューヨーク・ポスト紙に掲載されたコラム『Going Home』）を書いたことでも知られている。1973年、ドーン（Dawn）が『幸せの黄色いリボン』（en:Tie a Yellow Ribbon Round the Ole Oak Tree）を歌いビルボード1位に輝く大ヒットになった。これに対しハミルは自分のコラムを基にした歌であるとして提訴したがのちに取り下げた。夫や恋人の帰還を祈って黄色い布を巻くのは以前から見られた風習であり、1949年にジョン・ウェインが主演し大ヒットした西部劇『黄色いリボン』（She wore a yellow ribbon）でも、この風習を歌詞にした映画と同タイトルの民謡が主題歌として歌われている。
原作となったコラムは『ニューヨーク・スケッチブック』に収められているが、単行本時には未掲載で、文庫再刊された時に全35作の最終章で追加された。
2020年8月5日、ニューヨークの病院にて逝去。85歳没。夫人・青木冨貴子による追悼回想『アローン・アゲイン　最愛の夫ピート・ハミルをなくして』（新潮社、2024年）がある。

## 小説・コラム・エッセイ
- 「Killing for Christ」(1968年)
- 「ブルックリン物語」The Gift (1973年)
- 「ボクサー」Flesh and Blood (1977年)
- 「マンハッタン・ブルース」The Dirty Laundry (1978年)
- 「血の胸飾り」The Deadly Piece (1979年)
- 「ニューヨーク・スケッチブック」The Invisible City (1980年)
- 「ニューヨーク物語」The Tales of New York (1982年)
- 「天国の銃弾」 The Guns of Heaven (1983年)
- 「愛しい女」Loving Women (1989年)
- 「東京スケッチブック」 (1991年)
- 「マンハッタンを歩く」Downtown : My Manhattan (2007年)

## ノンフィクション
- 「アメリカン・ジャーナル」 (1991年)
- 「イラショナル・レイビングス -ピート・ハミル/ジャーナリズム60's」 Irrational Ravings (1991年)
- 「アメリカ・ライフル協会を撃て」Conection of the New York Post Columns (1993年)
- 「ドリンキング・ライフ」 A Drinking Life (1994年)
- 「ザ・ヴォイス -フランク・シナトラの人生」 Why Sinatra Matters (1999年)
- 「新聞ジャーナリズム」News is a Verb (2002年)

## 脚本
- 『ドク・ホリディ』(1971年)
- Nightside (1973年)　※原案 テレビ映画
- 『バッジ373』(1973年)
- 『フレンチ・コネクション2』(1975年) ※ノンクレジット
- 『幸福の黄色いハンカチ』(1977年) ※原案 コラム「Going Home」より
- 『チャンピオンへの道』(1979年) テレビ映画 小説「ボクサー」より
- The Gift (1979年) テレビ映画 小説「The Gift」より
- 『幸福の黄色いハンカチ』(1982年) ※原案 TBS・ドラマ版
- Liberty (1986年) テレビ映画
- 『ラグナ・ヒート/炎の殺人者』(1987年) テレビ映画
- 『ネオン・エンパイア』(1991年) ※プロット・台本 テレビ映画
- Split Images (1992年) ※台本 テレビ映画
- 『8月の雪 〜ゴーレムがNYにやってきた〜』(2001年) テレビ映画 短編「Snow in Augus」より
- Brothers... On Holy Ground (2003年) ※作家として ドキュメンタリー
- 『イエロー・ハンカチーフ』(2008年) ※原案
- 『幸福の黄色いハンカチ』(2011年) ※原案 日本テレビ・ドラマ版